# Genitor
Genitor es el nombre que popularmente se da en español al caballo de Julio César. Sin embargo, las fuentes clásicas no han trasmitido como se llamaba, ni está mencionado en fuentes contemporáneas al dictador.

## Descripción
Según los clásicos, nació en las propias cuadras del dictador, con una malformación que hacía que las pezuñas delanteras parecieran dedos humanos. Los arúspices pronosticaron que su dueño dominaría el mundo, por lo que Julio César lo crio con especial atención. Se dio la circunstancia de que el caballo no aceptó a otro jinete, siendo el dictador el primero y único que podía subirse a lomos de él. Julio César le dedicó una estatua frente al templo de Venus Genetrix.

## Leyenda o realidad
La estatua ha sido identificada con la mención que hace Estacio de otra, equus Caesaris, ubicada en el Forum Iulium, donde estaba el templo de Venus Genetrix. Dado que este autor la compara con una de Alejandro Magno a lomos de Bucéfalo, aunque sin nombrarla, algunos estudiosos han concluido que los clásicos transfirieron parte de las características de este caballo al de Julio César. La carencia de nombre, la ausencia de mención en fuentes contemporáneas o la malformación de las pezuñas podrían hacer pensar en que es solo un elemento para enriquecer la leyenda del dictador y equipararla a la del conquistador macedonio. Sin embargo, otras consideraciones como que formaba parte de una estatua ecuestre y un emplazamiento tan preciso podrían demostrar que el caballo realmente existió y que más tarde adquirió elementos legendarios. Entra dentro de lo posible que Julio César tuviera un gesto extravagante y honrara a su caballo favorito con una estatua propia igual que podía premiar a sus principales generales.